# أهولة وأهوليبة
أهولا وأهوليبا هما شخصيتين مجازيتين في الكتاب المقدس العبري، سفر حزقيال 23، ترمزين الى إسرائيل ويهوذا، على التوالي. ويصفهما هذا النص كأختين عاشتا في حياة الزنا منذ صباهما، ما يرمز الى الزنى الروحية والخيانة لإسرائيل ويهوذا للله.

## خلفية
كثيرًا ما قارن الأنبياء العبرانيون خطيئة عبادة الأصنام بخطيئة الزنا :317. خطاب حزقيال الموجه ضد هاتين الشخصيتين يصورهما على أنهما تشتهيان الرجال المصريين جنسيا في حزقيال 23: 20-21:18.

## النص
حزقيال 23: 20-21 وَعَشِقَتْ مَعْشُوقِيهِمِ الَّذِينَ لَحْمُهُمْ كَلَحْمِ الْحَمِيرِ وَمَنِيُّهُمْ كَمَنِيِّ الْخَيْلِ. وَافْتَقَدْتِ رَذِيلَةَ صِبَاكِ بِزَغْزَغَةِ الْمِصْرِيِّينَ تَرَائِبَكِ لأَجْلِ ثَدْيِ صِبَاكِ.:18

## معنى الكلمة
أهولا تعني "خيمتها"، وأهوليبا تعني "خيمتي فيها".